# Eleccions legislatives austríaques de 1986
Les eleccions legislatives del 1986 a Àustria, al Consell Nacional van ser el 23 de novembre de 1986. Els socialdemòcrates foren la força més votada i Franz Vranitzky fou nomenat canceller.

## Resultats
Resum dels resultats electorals de 23 de novembre de 1986 al Consell Nacional d'Àustria
| Partits                    | Partits                                                                                             | Vots      | +/- | %     | +/-   | Escons | +/- |
| -------------------------- | --------------------------------------------------------------------------------------------------- | --------- | --- | ----- | ----- | ------ | --- |
|                            | Partit Socialdemòcrata d'Àustria (Sozialdemokratische Partei Österreichs)                           | 2.092.024 |     | 43,1  | -4,5  | 80     | -10 |
|                            | Partit Popular d'Àustria (Österreichische Volkspartei)                                              | 2.003.666 |     | 41,3  | -1,9  | 77     | -4  |
|                            | Partit Liberal d'Àustria (Freiheitliche Partei Österreichs)                                         | 472.205   |     | 9,7   | +4,7  | 18     | +6  |
|                            | Els Verds Alternatius (Die Grünen Alternative-Lista Freda Meissner-Blau)                            | 234.028   |     | 4,8   | =     | 8      | +8  |
|                            | Partit Comunista d'Àustria (Kommunistische Partei Österreichs)                                      | 35.104    |     | 0,7   |       | —      | ±0  |
|                            | Aktionsliste Mir reicht’s!                                                                          | 8.100     |     | 0,2   | =     | -      | -   |
|                            | Llista Alternativa d'Àustria- (Die Grünalternativen - Demokratische Liste)                          | 6.005     |     | 0,1   | -1,3  | —      |     |
|                            | Verds Units d'Àustria-Consellers Independents (Vereinte Grüne Österreichs-Unabhängige Gemeinderäte) | 1.052     |     | 0,02  | -1,98 | —      |     |
|                            | Total (participació 88,85%)                                                                         | 4.852.466 |     | 100.0 |       | 183    |     |
| Font: Siemens Austria, BMI | |           |     |       |       |        |     |